# Ernestia cataractae
Ernestia cataractae là một loài thực vật có hoa trong họ Mua. Loài này được Tutin mô tả khoa học đầu tiên năm 1934.